# Ana María Rodas
Ana María Rodas (Ciudad de Guatemala, 12 de septiembre de 1937). Es una poeta, narradora, periodista, profesora de literatura y periodismo y crítica literaria guatemalteca. Es una figura destacada del panorama literario centroamericano y su obra está considerada como un referente feminista latinoamericano. En ella denuncia la violencia contra las mujeres y cuestiona el mandato de feminidad rechazando la pasividad.  Es especialmente reconocido su primer libro Poemas de la izquierda erótica (1973). En el año 2000 recibió Premio Nacional de literatura de Guatemala. De 2015 a 2016 fue ministra de Cultura y Deportes durante la presidencia de Alejandro Maldonado Aguirre. La XVIII edición de la Feria Internacional del Libro en Guatemala celebrada en 2021 fue dedicada a esta autora.

## Biografía
Ana María Rodas, nació en Ciudad de Guatemala, el 12 de septiembre de 1937.  Uno de sus abuelos fue antropólogo y el otro empresario teatral. Su padre, Ovidio Rodas Corzo era periodista -trabajó para el periódico El imparcial y más tarde para el Diario de Centro América- y pintor. Por ello desde su niñez Ana María estaba influenciada por la cultura, el arte y los libros. Su madre, Ana María Pérez Lagomazzini, le leía libro de adultos que escuchaba junto a su hermano desde pequeños.
Ana María frecuentaba de niña la imprenta. Empezó a escribir desde joven y se decantó por el periodismo que le permitió el hábito de la escritura. Su primer trabajo fue en el Diario de Centro América, a los 14 empezó con crónica social y deportiva, después a los 16 ya era reportera.  Más tarde pasó a realizar la cobertura de la información gubernamental.
"Casi toda mi vida de reportera me encargué de los ministerios de Estado, en el Palacio Nacional; y por alguna razón que desconozco, me asignaban generalmente los sindicatos y las asociaciones estudiantiles. Y cuando en los años 60 y 70 se fueron cerrando más fuertemente las puertas de la libertad de expresión, tuve que ir cambiando de lugar de trabajo regularmente para poder escribir de manera un poco más abierta, con menos autocensura, sobre las fuentes mencionadas que se me fijaban normalmente, posiblemente por la experiencia que, sobre ellas, había acumulado en años" explicó años después. 
En 1974, un año después de publicar su primer libro de poemas Poemas de la izquierda erótica que resultó un escándalo por desafiar los cánones conservadores de la sociedad, fue reconocida por la Asociación de Periodistas de Guatemala con el premio Libertad de Prensa. Además de trabajar en El Imparcial y el Siglo 21 en la actualidad (2021) colabora con ElPeriódico.
En 1984 inició su carrera como docente en la Universidad de San Carlos y desde 1993 en la Universidad Rafael Landívar. También dio clases en la Universidad Francisco Marroquín y en la Universidad Panamericana.
Se ha desempeñado, además, como directora del Diario de Centro América, de la Tipografía Nacional (2004-2008), Directora de la Biblioteca Nacional de Guatemala (2012) y ministra de Cultura y Deporte (2015-2016).

### Carrera literaria
Inició su carrera poética cuando ya era reportera, a los 35 años.  
Su primer poemario Poemas de la izquierda erótica (1973) se inscribe como referente obligado en la literatura guatemalteca y centroamericana.  Desafió los cánones conservadores de la sociedad y sus roles marcados para la mujer en sexualidad, embarazo, matrimonio o libertad individual generó el escándalo. Rodas considera que respondió "a una necesidad del momento" señalando que también publicaron contenidos irreverentes sus compañeros Quinque (Enrique) Noriega o Luis Eduardo Rivera, pero su obra causó más revuelo por ser mujer. Ensayos sobre el análisis de la literatura guatemalteca de la segunda mitad del siglo XX consideran que el libro marca un parteaguas en el terreno político y el poético al encarar desde una sensibilidad feminista los desafíos políticos y estéticos del momento.
Posteriormente, publica Cuatro esquinas del juego de una muñeca (1975) y El fin de los mitos y los sueños (1984). En 1980 su libro, El fin de los mitos y los sueños, recibió una mención de honor en el certamen de Juegos Florales Hispanoamericanos de México, Centroamérica y el Caribe de 1980 de la ciudad de Quetzaltenango, Guatemala. 

### Feminismo
A diferencia de muchas feministas de entonces, Rodas no llegó al movimiento Simone de Beauvoir sino con Shulamith Firestone una de las voces más importantes en el feminismo radical y en la segunda ola del movimiento. “Las mujeres vivíamos el feminismo, no nos juntábamos a hablar de él”. Su primer libro de poemas, Poemas de la izquierda erótica (1973) demuestra según Juan Carlos Galeano poeta y profesor de la Universidad Estatal de Florida su compromiso feminismo "un texto de afirmación del erotismo y de discurso crítico cuya base plantea la problemática del sexo, la escritura y las relaciones de poder, especialmente aquéllas de los paradigmas patriarcales reproducidos por algunos miembros de la izquierda política".

## Obra
La obra de Ana María Rodas es un referente feminista latinoamericano. En sus trabajos rechaza la pasividad que se espera de las mujeres, afirma el derecho a la autonomía, a la sexualidad y al placer sin culpabilidades. Denuncia la violencia contra las mujeres.  También critica tanto a la derecha como a la izquierda por considerarles incapaces de generar diálogos entre sí, propugnando el enfrentamiento armado, con consecuencias sangrientas como las dictaduras militares, guerras civiles y constantes golpes de Estado que vivió la región en la década del setenta. 
Ana María Rodas, junto a Luis Eduardo Rivera y Enrique Noriega forman parte de la llamada generación de los setenta que sentó las bases de la renovación de la poesía guatemalteca actual a través de la resignificación del lenguaje, una actitud ética profundamente crítica y la defensa apasionada de la palabra escrita.
Sus poemas han sido publicados en antologías en español, inglés y alemán en Centroamérica, Estados Unidos, Inglaterra, Colombia, México, Viena, Roma y Múnich.

### Poemas de la izquierda erótica
Rodas explicó que el libro Poemas de la izquierda erótica (1973) surgió de su cólera por estar casada con un machista a raíz de enterarse o tener la impresión de que su pareja, el pintor Arnoldo Ramírez Amaya, le estaba siendo infiel. «Escribí cinco poemas que me publicaron en la revista Alero y me los publicaron con un nombre algo así como: “Después de todo yo también puedo ser feminista”, que me la ilustró el mismo Ramírez. Esos son los primeros poemas del libro La Izquierda Erótica.»
En los poemas las imágenes de hombre y mujeres asumían la representación de la dualidad derecha-izquierda... "los hombre diciéndose muy revolucionarios y todo lo demás pero manteniendo actitudes que más bien parecían las de alguien de derecha. Entonces, sim me estaba revelando, no podía ser a través de un pensamiento de derecha". Son textos desafiantes de una época en la cual los proyectos de liberación de la mujer y la luchas por construir la sociedad socialista iban de la mano en la disidencia política de Latinoamérica iban de la mano señala Juan Carlos Galeano “libre-yo / y libre-tú” reivindica en uno de sus poemas.
Varios artículos de crítica poética señalan los Poemas de la izquierda erótica (1973) como un libro que marcó un antes y un después en la poesía escrita por mujeres en Guatemala. la escritora Vania Vargas destaca el "gesto de valentía que significó alzar la voz, dejar impreso el grito, el descontento, la apropiación de una identidad y un espacio, para que no se lo llevara el viento, sigue incomodando a mujeres y hombres que ven, en una mujer que no se guarda para sí el descontento ni el deseo, un acto de insolencia e insurrección".
En 2019 la revista cultural colombiana Arcadia consideró el libro Poemas de la izquierda erótica (1973) como uno de los mejores cien libros escritos por mujeres durante el siglo XX. En esta ocasión el jurado integrado por 91 personas de distintas universidades decidieron elegir sólo a mujeres que hubieran escrito una obra relevante entre 1920 y 2019.

### Obra posterior
En 1993 Ana María Rodas publicó La insurrección de Mariana en el que ofrece una poesía de mayor tono reflexivo que trasluce su postración ante los desastres causados por las dictaduras en centroámerica.
En 2006 publica VERSschmuggel : spanische und deutschprachige gedichte = Contrabando de versos poemas en español y alemán auspiciado por el Instituto Cervantes y por el Goethe-Institut en conmemoración de la aparición de Don Quijote de la Mancha con la materiales de 12 poetas vivos que escribían en alemán y otros 12 poetas que escribían en español. 
En 1990 recibió, simultáneamente, los primeros premios de cuento y poesía en el certamen de juegos florales de México, Centroamérica y el Caribe de 1990, con sus obras La insurrección de Mariana (poesía), y su cuento Mariana en la tigrera.
En el año 2000 el Ministerio de Cultura y Deportes de Guatemala le otorga el Premio Nacional de Literatura "Miguel Ángel Asturias" por el conjunto de su obra. En el año 2006 la Fundación G&T Continental y la Asociación Cultural Vicenta Laparra de la Cerda, en colaboración con la Hemeroteca Nacional Clemente Marroquín Rojas y el Ministerio de Cultura y Deportes le otorga la Orden "Vicenta Laparra de la Cerda" por su obra literaria y actividad periodística.
El 9 de septiembre de 2017 es nombrada Persona Ilustre por su aporte a la literatura universal, reconocimiento otorgado por la Universidad San Carlos de Guatemala.
En 2019 en el 15 Festival Internacional de Poesía de Quetzaltenango se realizó un homenaje a Rodas para destacar su trabajo dentro de la literatura en el país, a las mujeres desaparecidas por diferentes causas y a las mujeres que mantienen la búsqueda de sus seres cercanos.
En 2021 publica "Antigua para principiantes" un libro de cuentos. mientras la Feria Internacional del Libro en Guatemala (Filgua) le dedica su edición anual.

## Vida personal
Casada y con tres hijas, a principios de los años sesenta se divorció. "Me acompañan tres hijas y dos perros: lo que me queda de dos matrimonios" escribe en Poemas de la izquierda erótica, su primer poemario.

## Publicaciones

### Poesía
- Poemas de la izquierda erótica (1973)
- Cuatro esquinas del juego de una muñeca (1975)
- El fin de los mitos y los sueños (1984) Guatemala: Tipografía Nacional
- La insurrección de Mariana (1993) Guatemala: Ediciones Papiro
- Eva a los cincuenta y dos años,  Plaquette de la Revista Cultural Caravelle, París (1988).
- Poesía de Ana María Rodas. Libro en Audio Casette (1995) Ministerio de Cultura, Guatemala
- Poemas de la izquierda erótica: Trilogía, (2006)
- VERSschmuggel : spanische und deutschprachige gedichte = Contrabando de versos poemas en español y alemán, traducción por Armando Romero; Aurélie Maurin; Thomas Wohlfahrt; et al Auspiciado por el Instituto Cervantes y el Goethe Institut. Editoriales: Heidelbreg Wunderhorn; Madrid Huerga y Fierro cop. (2006)
- Esta desnuda playa (2015)

### Narrativa
- Narrativa de Ana María Rodas. Libro en Audio Casete, Ministerio de Cultura, Guatemala, (1995)
- Mariana en la tigrera (1996)
- La monja = Ixöq rusamajel Ajaw  (2002)
- Antigua para principiantes (2021) Editorial Del Pensativo ISBN 978-9929-670-13-6

### Entrevistas y ensayos
- Efraín Recinos y su obra, Entrevista, (periodismo) 1991
- Francisco Nájera conversa con Ana María Rodas. Entrevista (periodismo) 2000
- Ser un hombre chapín. Ensayo sobre la obra del fotógrafo Daniel Chauche, (2004)

## Premios y reconocimientos
- 1974 Premio Libertad de Prensa, Asociación de Periodistas de Guatemala
- 1980 Mención de honor por su libro El fin de los mitos y los sueños en el certamen de juegos florales de México, Centroamérica y el Caribe de la ciudad de Quetzaltenango, Guatemala.[5]
- 1990 Primer Premio de Poesía en el Certamen de Juegos Florales México, Centroamérica y el Caribe por La insurrección de Mariana
- 1990 Primer Premio de Cuento en el Certamen de Juegos Florales México, Centroamérica y el Caribe por Mariana en la tigrera.
- 2000 Premio Nacional de Literatura de Guatemala "Miguel Ángel Asturias"
- 2006 Orden Vicenta Laparra de la Cerda
- 2017 nombrada Persona Ilustre por la Universidad San Carlos de Guatemala por su aporte a la literatura universal.[14]
- 2021 la Feria Internacional del Libro en Guatemala (Filgua) dedica su edición anual a Ana María Rodas.[13][3]